# Österreichische Hallen-Staatsmeisterschaften in der Leichtathletik 2023
Die Österreichischen Leichtathletik-Staatsmeisterschaften 2023 wurden vom 18. bis zum 19. Februar in der TipsArena in der oberösterreichischen Landeshauptstadt Linz zeitgleich mit den U18-Staatsmeisterschaften ausgetragen. Die Mehrkampfbewerbe wurden bereits am 12. und 13. Februar ebenfalls in Linz ausgetragen.

## Medaillengewinner

### Männer
| Disziplin         | Gold                                                                         | Leistung       | Silber                                                                                 | Leistung       | Bronze                                                                                  | Leistung       |
| ----------------- | ---------------------------------------------------------------------------- | -------------- | -------------------------------------------------------------------------------------- | -------------- | --------------------------------------------------------------------------------------- | -------------- |
| 60 m              | Markus Fuchs                                                                 | 6,61 s PB      | Andreas Meyer-Lux                                                                      | 6,78 s PB      | Stephan Pacher                                                                          | 6,92 s         |
| 200 m             | Niklas Strohmayer-Dangl                                                      | 21,98 s PB     | Enakhe Edegbe                                                                          | 22,06 s SB     | Alessandro Greco                                                                        | 22,17 s PB     |
| 400 m             | Niklas Strohmayer-Dangl                                                      | 47,84 s PB     | Alessandro Greco                                                                       | 48,92 s SB     | Enakhe Edegbe                                                                           | 50,24 s SB     |
| 800 m             | Niklas Strohmayer-Dangl                                                      | 1:52,85 min PB | Marcel Tobler                                                                          | 1:53,30 min SB | Elias Lachkovics                                                                        | 1:53,79 min    |
| 1500 m            | Raphael Pallitsch                                                            | 3:43,40 min    | Sebastian Frey                                                                         | 3:44,21 min    | Marcel Tobler                                                                           | 3:51,15 min    |
| 3000 m            | Sebastian Frey                                                               | 8:03,02 min PB | Tobias Rattinger                                                                       | 8:21,16 min PB | Timo Hinterndorfer                                                                      | 8:23,30 min PB |
| 60 m Hürden       | Dominik Distelberger                                                         | 8,19 s SB      | Endiorass Kingley                                                                      | 8,32 s PB      | Gordon Skalvy                                                                           | 8,42 s         |
| 4 × 200 m Staffel | DSG Wien-1 Alessandro Greco Michael Margaryan Andreas Unger Lukas Weilharter | 1:30,04 min    | TGW Zehnkampf-Union-1 Benjamin Pichler Samuel Lengauer Philip Zallinger Stanislav Vala | 1:32,53 min    | DSG Wien-2 Julian Malischnig Leo Stockinger Janis Schneeberger Thomas Magnus Jason Koch | 1:33,54 min    |
| Hochsprung        | Lionel Afan Strasser                                                         | 2,03 m         | Andreas Steinmetz                                                                      | 2,00 m SB      | Endiorass Kingley                                                                       | 2,00 m SB      |
| Stabhochsprung    | Riccardo Klotz                                                               | 5,52 m PB      | Alexander Auer                                                                         | 5,05 m SB      | Matthias Lasch                                                                          | 4,75 m PB      |
| Weitsprung        | Samuel Szihn                                                                 | 7,45 m SB      | Oluwatosin Ayodeji                                                                     | 7,36 m         | Endiorass Kingley                                                                       | 7,14 m         |
| Dreisprung        | Endiorass Kingley                                                            | 15,33 m SB     | Jordan Lindinger-Asamoah                                                               | 15,24 m SB     | Matthias Kohl                                                                           | 14,60 m SB     |
| Kugelstoßen       | Matthias Krach                                                               | 15,41 m        | Alexander Gesierich                                                                    | 15,34 m        | Heimo Kaspar                                                                            | 14,67 m SB     |
| Siebenkampf       | Niklas Voss                                                                  | 4786 Punkte PB | Mika Voss                                                                              | 4765 Punkte PB | Stanislav Vala                                                                          | 4688 Punkte SB |

### Frauen
| Disziplin         | Gold                                                                       | Leistung        | Silber                                                                      | Leistung        | Bronze                                                                     | Leistung       |
| ----------------- | -------------------------------------------------------------------------- | --------------- | --------------------------------------------------------------------------- | --------------- | -------------------------------------------------------------------------- | -------------- |
| 60 m              | Magdalena Lindner                                                          | 7,37 s          | Isabel Posch                                                                | 7,45 s          | Karin Strametz                                                             | 7,56 s SB      |
| 200 m             | Susanne Gogl-Walli                                                         | 23,56 s SB      | Lena Pressler                                                               | 24,22 s SB      | Muriel Wohlrab                                                             | 25,87 s SB     |
| 400 m             | Susanne Gogl-Walli                                                         | 52,17 s PB      | Lena Pressler                                                               | 54,05 s PB      | Caroline Bredlinger                                                        | 55,14 s PB     |
| 800 m             | Caroline Bredlinger                                                        | 2:10,41 min     | Nicole Prauchner                                                            | 2:12,38 min     | Elena Trinks                                                               | 2:14,02 min    |
| 1500 m            | Sandra Schauer                                                             | 4:30,57 min SB  | Sandrina Illes                                                              | 4:33,64 min SB  | Marie Glaser                                                               | 4:40,78 min    |
| 3000 m            | Sandra Schauer                                                             | 09:32,38 min PB | Sandrina Illes                                                              | 09:36,31 min SB | Anna Leser                                                                 | 10:14,94 min   |
| 60 m Hürden       | Karin Strametz                                                             | 8,21 s SB       | Lena Lackner                                                                | 8,47 s          | Isabel Posch                                                               | 8,59 s         |
| 4 × 200 m Staffel | UNION St. Pölten Magdalena Lindner Lena Pressler Magdalena Lang Moyo Bardi | 1:41,22 min     | ATSV Linz LA Patricia Brunninger Lena Lackner Sophie Kreiner Ashley Boateng | 1:44,47 min     | KLC Katharina Just Maja Kropiunik Yanet Kifle Bekuretsion Lilly Pleßnitzer | 1:45,48 min    |
| Hochsprung        | Sophie Kreiner                                                             | 1,71 m SB       | Anja Dlauhy                                                                 | 1,71 m          | Lea Germey                                                                 | 1,68 m         |
| Stabhochsprung    | Shanna Tureczek                                                            | 3,80 m PB       | Magdalena Rauter                                                            | 3,80 m          | Sophie Paschinger                                                          | 3,50 m SB      |
| Weitsprung        | Isabel Posch                                                               | 6,14 m PB       | Jana Schnabel                                                               | 5,80 m SB       | Moyo Bardi                                                                 | 5,78 m SB      |
| Dreisprung        | Jana Schnabel                                                              | 12,10 m SB      | Katharina Zach                                                              | 11,65 m SB      | Nicole Vidan                                                               | 11,62 m PB     |
| Kugelstoßen       | Chiara-Belinda Schuler                                                     | 14,11 m PB      | Bettina Weber                                                               | 13,85 m SB      | Sophie Kreiner                                                             | 13,68 m PB     |
| Fünfkampf         | Isabel Posch                                                               | 4136 Punkte PB  | Anja Dlauhy                                                                 | 3885 Punkte PB  | Viola Simmer                                                               | 3582 Punkte PB |